# Marcus Aemilius Paullus (Konsul 255 v. Chr.)
Marcus Aemilius Paullus war ein Mitglied des römischen Patriziergeschlechts der Aemilier und bekleidete 255 v. Chr. das Konsulat.

## Leben
Marcus Aemilius Paullus war laut der Filiationsangabe in den Fasti Capitolini und den Triumphalakten der Sohn eines Marcus Aemilius und Enkel eines Lucius Aemilius. Über seinen frühen Werdegang ist nichts überliefert. Das Konsulat bekleidete er 255 v. Chr. zusammen mit Servius Fulvius Paetinus Nobilior.
Als die beiden Männer das höchste Staatsamt antraten, befand sich die Römische Republik etwa in der Mitte ihres ersten Krieges gegen Karthago. Der Suffektkonsul von 256 v. Chr., Marcus Atilius Regulus, hatte gerade in Nordafrika eine verheerende Niederlage gegen die Punier erlitten und war in deren Gefangenschaft geraten. In dieser Situation wurden Aemilius und sein Amtskollege am Beginn des Sommers 255 v. Chr. mit einem starken Geschwader nach Nordafrika entsandt, um den Krieg fortzusetzen und die nach Clupea entkommenen Reste des Heeres des Regulus aufzunehmen.
Während ihrer Seereise von Sizilien nach Afrika konnten die Konsuln die Insel Kossyra (das heutige Pantelleria) erobern. Danach kam es nahe dem Hermäischen Vorgebirge zu einer Seeschlacht zwischen der römischen und punischen Flotte, in der die Konsuln einen deutlichen Sieg errangen. Der griechische Historiker Polybios berichtet (an einer vielleicht korrupt überlieferten Textstelle), dass die Römer 114 Schiffe eroberten. Orosius spricht hingegen von 104 zerstörten und 30 mit der gesamten Besatzung eroberten karthagischen Schiffen; 35.000 punische Soldaten seien in der Seeschlacht umgekommen. Im nur fragmentarisch überlieferten 23. Buch von Diodors Universalgeschichte ist von 24 genommenen punischen Schiffen die Rede. Nach ihrem Seesieg landeten die Konsuln bei der Stadt Clupea und nahmen die Überlebenden von Regulus’ geschlagenen Streitkräften an Bord. Laut den römischen Quellen sollen ihnen nun auch im Landkrieg siegreiche Operationen gelungen sein. Diese Angabe erscheint wenig glaubwürdig, da der als sehr zuverlässig eingestufte Polybios nichts darüber berichtet.
Gegen Aufgang des Sirius, also etwa im Juli, machten sich Aemilius Paullus und Fulvius Nobilior mit ihrem Geschwader wieder auf die Heimreise, da sie an Lebensmittelmangel litten. Sie steuerten dabei jedoch laut der Darstellung des Polybios auf einem Kurs, vor dem sie einige Kapitäne wegen der damit verbundenen Sturmgefahr gewarnt hatten. Tatsächlich verloren sie nahe der südsizilischen Küstenstadt Kamarina infolge eines dort tobenden Orkans fast ihre gesamte Flotte. Die Leichen der bei dieser Schiffskatastrophe vor Kamarina getöteten Männer und Tiere sowie Wrackteile wurden von Kamarina bis zum sizilischen Südkap Pachynos (heute Capo Passero) getrieben. Nach Polybios’ Meinung trugen die Konsuln wegen ihrer Missachtung der Warnungen der Kapitäne die Schuld an diesem Unglück. Dennoch durften sie im Januar 254 v. Chr. als Prokonsuln mit Flottenkommando nacheinander – zuerst Fulvius Nobilior, am nächsten Tag Aemilius Paullus – einen Triumph über Kossyra und Karthago feiern. Gemäß dem Wiederherstellungsversuch einer lückenhaft überlieferten Textstelle des römischen Geschichtsschreibers Titus Livius dürfte Aemilius Paullus von Staats wegen auf dem Kapitol eine Ehrensäule errichtet worden sein.
Über das weitere Leben von Marcus Aemilius Paullus ist nichts bekannt. Sein Sohn Lucius Aemilius Paullus wurde 219 und 216 v. Chr. Konsul und verlor in letzterem Jahr in der gegen Hannibal ausgetragenen Schlacht von Cannae sein Leben.